# 麻宮サキ
麻宮 サキ（あさみや サキ、1958年8月26日 - 1978年9月某日）は、和田慎二の漫画『スケバン刑事』、およびそれを原作とする実写作品・アニメなどに登場する架空の人物。ドラマ第1作のキャストは斉藤由貴。OVAでは伊倉一恵が、イメージアルバムでは戸田恵子が、英語吹き替え版ではアマンダ・ウィン＝リーがそれぞれ声を担当した。
本稿では、ドラマ第2作以降でコードネームという形で麻宮サキの名を襲名した実写版の各主人公についても触れる。

## キャラクター概要
学校という社会からはみ出したスケバンだが、その正体は極秘の任務を受けて活動する「学生刑事」、通称「スケバン刑事」。その存在は警視以上の階級にしか知らされていない。その使命は警察がうかつに介入できない学校内、特に学生が関わっている事件を捜査し、解決することである。
パイロット版である『校舎は燃えているか!?』は読者の反応を把握するリサーチのための作品だったため、設定が少々異なっている。サキは服役中で事件の捜査中だけ自由の身となり、解決すると少年院に戻るという設定だった。

## 漫画・OVA
1958年8月26日生まれで、獅子座寄りの乙女座。
連載第1話である1975年12月10日の時点で17歳。死刑囚になった母親のナツを救うため、暗闇警視の要請を受けて学生刑事になった。三億円事件と同日に姫ヶ窪高等学校で起きた一億円強奪事件を時効寸前で解決した後（OVAでは暴行されそうになった女子高生を救った後）、古巣の鷹ノ羽高等学校に舞い戻った。ただし、その後もしばしば任務のために転校している。
言葉遣いが悪く、未成年者でありながら飲酒や喫煙など問題行動もあるが、正義感の強さと生まれ持った優しさから、敵対する者以外からは慕われることが多い。鷹ノ羽高校においては、状況によって生徒たちのサキに対する見方は様々であり、時には恐れられ、またある時には後輩女子生徒からの憧れの的になったりもする。補導部の教師である沼重三とは以前から対立していたが舞い戻った後、母校での最初の事件である三匹の蛇事件をきっかけに正体を明かし、互いに信頼し合うようになる。Missワタナベ（渡辺由梨）との仲が周囲に知れ渡った際、自身でも沼をおちょくりつつ応援した。
利き手は右手だが左手も一般人の約2倍の握力を持ち、計測に訪れた開発部の特別製ヨーヨー制作担当者の山崎を唖然とさせた。嘗て母親から教わったヨーヨーの腕前は超一流で、刑事としての活動の際に大いに役立っている。ヨーヨーはサキを娘と認めていない母親が唯一褒めてくれたもので、芯に鉛を仕込んであるサキのヨーヨーを使いこなせるのは彼女と母のナツだけである。
任務で学習時間が削られることもあり学校の成績は悪い。ただ元親友だった京子という悪の女性からは「サキは、推理力があり頭が切れる」と言われていたことと、戦いのときに機械の配線を見て時限爆弾を止めたり、ツルハシとドラム缶で悪の事務所を破壊したり、迷路のようなところの道を覚えたりと記憶力はかなり良いので、頭そのものは良く学校の勉強に興味がないだけと推測される。
特に英語の成績は酷いらしく、沼に「サキの頭は日本語しか話せないようにできている」とまで言われてしまっている。ただし、原作第2部の「炎の記憶編」では、ゴルド小松崎の亡き娘ナツキという別人格を刷り込まれたことや睡眠学習システムのおかげか英語はペラペラだった。しかし、ナツキとしての友人を輪姦した不良どもとの戦いで記憶を取り戻し元の人格が蘇ると、英語はチンプンカンプンの日本語脳に戻ってしまった。神と沼に再会し日本に帰国する機中で、自身の生存により宿敵にして友である麗巳の死に疑念が生じた沼にそのことを告げられるが、薄れゆく視界の中で麗巳の生首が爆風に飛ばされていったと麗巳の死を語った。
実家はトタン屋根にバラックの貧しい家で、妹の美幸を養女にしなければいけなかったほど。ナツが逮捕された原因である忌まわしい事件のトラウマから自分を憎んでいるナツに対しては複雑な感情を抱いているが、当人を目の前にすると全く逆らえなくなってしまう。そのことは何度も麗巳などの敵に利用され彼女自身に精神的苦痛を与えていたが、終盤の梁山泊での闘いで仲間たちが倒れていった様をみてナツと決別した。その後、信楽老との最後の戦いでナツがサキを信楽老の凶刃から身を挺して庇い、ナツの今際の際でようやく和解した。信楽老との最終決戦で斬りかかった信楽老の日本刀を撃ち砕いた銃撃が、既に絶命した神の死後硬直により引き金が引かれたものだと知る。その銃撃のお陰でサキは半ば不死身とも言える信楽老を討ち取ることが出来たが、少し前に自身にプロポーズしてくれた、生涯に最初で最後の愛おしい男性がこの世にいないことに絶叫した。
崩壊する梁山泊から緊急脱出用ライフポッドで脱出するが、ムウ=ミサが発見した時には既に絶命しており、信楽老の私兵の捕縛とムウ=ミサらの救出に出動した特務班攻撃隊と共に遺体は荼毘に付された。死因は不明。半年後、サキのためだけの卒業式を行うべく鷹ノ羽高校の校庭で待つ沼夫妻とアグラら仲間たちが死霊と気づかぬまま卒業式は滞りなく終了し、神と共に冥府に旅立った。

## 実写版
名前とヨーヨーの設定こそ原作漫画と共通だが、そのキャラクターは周囲の人物も含めて独自にアレンジされている。利き腕は演じている斉藤の利き腕が左であることを配慮して、サキは少年院での仲間のリンチに遭い、右手の骨が潰され左利きになったという設定である。第2話ではこのことがサキを強盗犯としてでっち上げた事件の真相にたどりつく伏線になっている。
鷹ノ羽学園の元スケバンで少年院に送られていた少女。そこを訪れた暗闇司令と神恭一郎から一度だけ特命を受け、刑事となることを引き受けたサキだが、実父である夫の俊也を殺したという濡れ衣を着せられた母親ナツの死刑の無期延期の条件を盾に以後スケバン刑事となり、母校・鷹ノ羽学園に復学し暗闇司令からの事件解決に奔走する。復学後、他のスケバンから目をつけられていたサキだが、刑事であることを悟られないようにするためツッパリをやめて学園生活では普通の女子高生を装う（第2話）。モデルクラブへの潜入の際、モデルへの概念として「あんな着せ替え人形みたいなマネ…」と嫌がったり、キザったらしい男は虫唾が走るほど大嫌いである（第8話）。解決後、母校「鷹の羽学園」に戻るサキだが再び現れた神恭一郎がナツを再び盾に取ったため、スケバン刑事として戦い続けることになる。しかし、彼女がスケバン刑事に選抜された本当の理由はジャーナリストである俊也を疎ましく思い殺害し、ナツに罪を着せた海槌剛三がトップの海槌家の日本支配を打ち砕くことにあった。海槌家の長女・麗巳との戦いで生死不明となる（劇中と次作『スケバン刑事II 少女鉄仮面伝説』では死亡したことになっている）。

### 麻宮サキの名を襲名した人物
『スケバン刑事II』以降の実写作品では、「麻宮サキ」の名はコードネームとして代々の主人公に受け継がれた。これらの人物については実写版各記事も参照のこと。
早乙女志織（さおとめ しおり） / 五代陽子（ごだい ようこ）
演 - 南野陽子
ドラマ第2作『スケバン刑事II 少女鉄仮面伝説』、映画第一作『スケバン刑事』の主人公。利き腕はドラマ版の初代サキ、そして演じている南野の利き腕が斉藤と同じ左であることを配慮して左利きとなっている。
幼いころから母に「五代陽子」という偽名を付けられ、そして高校まで鉄仮面を被せられるという異常な境遇の下、土佐で育つ。第1作で生死不明となった麻宮サキの後を継ぐスケバン刑事の候補として暗闇指令に目を付けられ、二代目スケバン刑事として「麻宮サキ」の名を受け継ぐ。暗闇機関のエージェントである西脇が亡き父の盟友であることで、信楽老の圧力で警察の後ろ盾を失っても"最後の防波堤"として西脇に守られ、諸悪の根源である信楽老を打倒する。
風間唯（かざま ゆい）
演 - 浅香唯
ドラマ第3作『スケバン刑事III 少女忍法帖伝奇』、映画第二作『スケバン刑事 風間三姉妹の逆襲』の主人公である風間三姉妹の三女。映画第一作『スケバン刑事』にも出演。
宮崎県の田舎で育った、自称「九州にこの人ありと言われた大スケバン」。育ての親である帯庵から東京に父と2人の姉がいると聞かされて上京するが、父の小太郎は唯の前で何者かによって殺害される。その後暗闇機関のエージェントの般若から、三姉妹は忍の血を引いた風魔忍者であるいうことと、180年に一度現れる星と共に蘇った集団「陰」の忍者たちと戦う宿命にあると聞かされる。三代目スケバン刑事「麻宮サキ」を襲名し（ただし、実際にはほとんどの場合は本名で呼ばれる）、長女の風間結花（演 - 大西結花 ）、次女の風間由真（演 - 中村由真）と共に三姉妹で力を合わせて戦う。
K
演 - 松浦亜弥
映画第三作『スケバン刑事 コードネーム=麻宮サキ』の主人公。
不法滞在でニューヨークから強制送還されてきた少女。自分を引き受けに来た吉良和俊から、スパイ容疑で逮捕された母親を助けるため特命刑事「スケバン刑事」になることを要請され、一度は拒否するも最終的にそれを了承し、長らく使われていなかった「麻宮サキ」のコードネームを期間限定という形で受け継ぎ、特命刑事になった。
劇中では本名で呼ばれる描写はない。本名（らしきもの）は公式の情報としては「K」としか表記されておらず、正確な本名は不明。なお、彼女の母親（演 - 斉藤由貴）もかつては「サキ」の名で活動していた特命刑事という設定で、初代「麻宮サキ」であることを示唆するものとなっている。

## 使用武器
スケバン刑事は非公式の刑事であるため、拳銃や手錠など普通の刑事と同様の制式装備は支給されない。そのため、サキの場合は警視庁科警研が開発した専用のヨーヨーを武器として使う。通称「スケバンヨーヨー」。
ヨーヨーの本体には鉛が仕込まれており、通常のものをはるかに上回る重量と破壊力を持つ。そのため並の人間では使いこなせず、受け止める際に手の骨が砕けてしまう。その衝撃はサキにとっても軽いものではないようで、ヨーヨーを新調した際に薄い鉛板と羊皮を何重にも縫いこんだ強化手袋を受け取り、以後はそれを装着して手を保護するようになった。ヨーヨーの側面には、刑事であることを示す桜の代紋が隠されており、警察手帳を持たないスケバン刑事はこれが唯一の身分証明となる。また、通常の紐ではなく、人間一人の重さに耐えられるほど強靭な極細の金属鎖が使用されており、これを利用して手錠代わりに相手の動きを封じることも可能。
OVA版のヨーヨーは超硬質セラミックと重金属で作られており、チェーンではなくアラミド繊維の紐である。
ドラマ版のヨーヨーは重合金製であり、鉄をも砕く破壊力を持つ。紐はチェーン状である。原作同様、桜の代紋がヨーヨーの側面に隠されており、主に敵と対峙した時に見せる。捕縛後は本体のみが外れてサキの手元に戻る。二代目は最低3個、三代目は最低2個所持していることがエピソードからうかがえる。劇場版第一作では重量が4倍、破壊力が16倍という新超密度合金製のヨーヨー（通称：究極のヨーヨー）が登場した。劇場版第二作では悪の学生刑事たちが3枚の刃が出るヨーヨーを武器としたが、このヨーヨーにも桜の代紋が内蔵されている。
2006年の映画版では外観が一新され、桜の代紋を出すギミックも複雑化しプロップでは再現が困難なため、CGで表現された。また、公安の特命刑事も同じデザインのヨーヨー（ただしヨーヨーの形状は異なる）を武器としているが、警視庁タイプでは赤い部分が公安タイプでは青になっている。なお、劇中に登場した公安タイプは劇場版第二作と同様本体から刃が出現するギミックが仕込まれているが、これが公安タイプの基本仕様なのか、使用者が独自にカスタマイズしたものなのかは不明である。なお、公安のヨーヨーにも桜の代紋が内蔵されているが、使用するシーンは本編ではカットされた。
ドラマ版の放送当時は「子どもが真似をすると危ないから」という理由で原作者の和田慎二が商品化を断っていたが、巷では無許可の海賊版が数多く出回っていた。放送終了から長い年月を経ても、公式での商品化を希望する声は後を絶たず、2006年の映画版の公開に合わせ、和田の承諾を得た上で80年代のドラマ版と2006年の映画版のヨーヨーの2種類が、ようやく正式に商品化された。

## 名前の由来
原作者の和田は名前の由来について
と語り、苗字については
と告白している。

## その他
- 女優の福田沙紀の名前は『スケバン刑事』のファンである母親が麻宮サキに因んでつけたものである[11]。なお、福田と『スケバン刑事II』で二代目麻宮サキを演じた南野は、テレビ朝日系列で放送された同じ東映制作のドラマ『メイド刑事』第6話で共演した。
- AV女優の二宮沙樹の芸名の由来は、この『麻宮サキ』である。二宮が生まれた年はスケバン刑事が放送された年と同じ1985年である。
- 2006年12月31日に放送された『ダウンタウンのガキの使いやあらへんで!!』の人気企画笑ってはいけないシリーズの『絶対に笑ってはいけない警察24時』で罰ゲーム進行役のダウンタウンの元マネージャー藤原寛が『麻宮サキ』の服装で演じた。また、『絶対に笑ってはいけない青春ハイスクール24時!』では笑いの刺客として南野陽子が二代目麻宮サキと同じ格好、役柄で登場し、月亭方正に那須川天心のタイキックを執行させる役として登場した。セリフの言い回しや発言や口調等は、本家の麻宮サキとほぼ一緒であった。オンエアー当時から相当の時間が経過しているためか、体型がやや肥満気味になっており、更に一部セリフを忘れるなどのハプニングはあったものの、南野の演技力の向上もあり、オンエアー当時よりも非常に貫禄のある役柄となっていた。
- 2010年7月21日放送の『ライオンのごきげんよう』では、実写版で初代麻宮サキを演じた斉藤と二代目麻宮サキを演じた南野が共演した。なお、同日放送分では、南野が麻宮サキを演じたころ、斉藤が共通の友達と二人で南野の家へ遊びに行っていたということが話された。
- 漫画家の麻宮騎亜のペンネームは麻宮サキからとったもの。